# Blatno (powiat Chomutov)
Blatno – gmina w Czechach, w powiecie Chomutov, w kraju usteckim. Według danych z dnia 1 stycznia 2013 liczyła 481 mieszkańców.